# Heliconia intermedia
Heliconia intermedia är en enhjärtbladig växtart som beskrevs av Abalo och G.Morales. Heliconia intermedia ingår i släktet Heliconia och familjen Heliconiaceae. Inga underarter finns listade.